# Jackie Malton
Jackie Malton (1951) is adviseur voor tv-scenario's en was tot 1997 inspecteur bij de Londense politie (Metropolitan Police Service).
Als een van slechts vier vrouwen in de rang van Detective Chief Inspector (DCI) was ze de inspiratie voor de rol van Jane Tennison (gespeeld door Helen Mirren) in de serie Prime Suspect. Malton maakte carrière bij de politie, eerst in Leicestershire en vervolgens in Londen. Als vrouw en bovendien openlijk homoseksueel was dat een bijzondere prestatie in een overwegend mannelijke, heteroseksuele omgeving. Malton was onder andere werkzaam bij afdelingen belast met de bestrijding van overvallen (Flying Squad), moordzaken (Murder Squad) en fraude (Fraud Squad). Ze trad ook op als klokkenluider tegen politiecorruptie in de jaren 1980.
Ze werkte samen met Lynda La Plante bij de ontwikkeling van de eerste drie seizoenen van Prime Suspect. Na verdere betrokkenheid bij andere tv-producties nam ze in 1997 na een dienstverband van bijna dertig jaar afscheid van de politie en begon een carrière als adviseur voor tv-scenario's. Ze heeft aan verschillende televisieseries meegewerkt waaronder The Bill.
Meest recent was Malton panellid bij Britain's Psychic Challenge, een programma waarin helderzienden uitgedaagd worden hun gave te demonstreren.